# Zero Db
Zero DB è un programma di musica techno precedentemente in onda su m2o, che trasmetteva trance, hardtrance ed hardstyle tutti i giorni dalle 14:00 alle 15:00. Nel 2022 il programma fa ritorno nella web radio Radio Appalla.
In origine, il programma era diviso in 3 fasce: La zona verde (14-14:20), con in onda solo musica trance, la zona gialla (14:20-14:40), con in onda solo musica hardtrance, e la zona rossa (14:40-15), con in onda solo musica hardstyle. Le tre zone erano divise tra loro da minisigle; la pubblicità separava perfettamente la zona verde da quella gialla, mentre divideva in due la zona rossa. 
Il programma proponeva un dj set il mercoledì di stampo hardtrance/hardstyle ed uno la domenica di stampo trance. Il sabato, invece, andava in onda la Zero DB chart, classifica coi i brani preferiti dei conduttori e degli ascoltatori.
Nella stagione radiofonica 2006/07 la classifica viene divisa in classifica trance la prima mezz'ora e classifica hardtrance/hardstyle la seconda mezz'ora, cosa mai accaduta in precedenza; inoltre, dal 5 marzo 2007 il programma viene spostato interamente la domenica nella fascia 20-23:00 (alle 20:00 la classifica, alle 21:00 il dj set trance e alle 22:00 il programma vero e proprio, che nel frattempo ridimensiona gli spazi concessi ai generi hardstyle e hardtrance). Nel settembre 2007 viene decisa una fascia oraria, ovvero la domenica dalle 22:00 alle 23:00.
Nel 2006 all'interno del programma, dal giovedì alla domenica andavano in onda delle news riguardo al mondo della musica techno e dei suoi eventi in giro per il mondo grazie allo spazio curato da Fabio NRG.

## Notte Zero DB
A partire dal 14 settembre 2008 il programma (rinominato "Notte Zero DB"), viene collocato la domenica notte dalle 0:00 alle 4:00, e in seguito dall'1:00 alle 5:00 del mattino. Il format riprende le radici hardstyle che lo avevano caratterizzato negli anni precedenti, dedicando loro molto spazio. La nuova struttura prevede per la prima ora un mixato hardstyle da parte di Brainstorm (Andrea Mazza) con Andrea Mnemonic alla voce; le seguenti tre ore sono presenti guest dj italiani e talvolta internazionali, che propongono sound prevalentemente hardstyle, trance ed in misura minore hardtrance.
Dall'estate 2009 la prima ora propone anche nella sua parte finale brani hardcore, cosa mai successa nella storia del programma. A partire dal 13 settembre 2009, Zero DB aumenta lo spazio concesso al genere, accogliendo come ospiti il gruppo hardcore The Stunned Guys, col loro programma "Hardcore Italia".
Nella stagione 2011/2012 il programma viene ridotto ad un'ora, divisa tra mezz'ora di genere hardstyle di Brainstorm e mezz'ora di genere hardcore di Key Mekkanheads (altro alias di Andrea Mazza). In questa stagione si registrano come ospiti all'interno del programma Zatox e The R3bels, con un breve speciale "Italian hardstyle".
Da settembre 2013, il programma viene eliminato dal palinsesto della radio in FM (a causa della progressiva diminuzione della programmazione dance, per dare più spazio ad altri generi come trap e raggaeton) proseguendo solo come podcast attraverso la pagina del reloaded, cessando definitivamente a dicembre 2014. Negli ultimi mesi di vita del programma, i set sono stati curati mensilmente da Hardboy, Masterz 666, Foxy e Evillollo.

## Il ritorno sul web
A 10 anni di distanza dalla fine della trasmissione in fm e 8 dalla chiusura definitiva del podcast, ad ottobre 2022 il programma ritorna sulla neonata web radio Radio Appalla e vede il ritorno del duo Mazza & Martinelli. Il programma va in onda ogni sabato alle ore 21.00 e vede la conduzione del duo Mazza & Martinelli, alternati ad diversi guest quali: Dogma, Sisma, Andrea Montorsi, Key Mekkanheads ed altri ancora .

## Conduttori
I djs che mixavano nel programma sono Andrea Mazza e Luca Martinelli, che dal 2002 al 2005 mixavano una puntata a testa. I due hanno mixato assieme dal 2005 al settembre 2008, quando Martinelli lascia il programma. Voce fissa nel programma fino a quella data è stata quella di Edward tramite il personaggio di Fernandes / El matador fino al 2007. Con l'arrivo di Linus alla direzione artistica di m2o, Edward viene sostituito. Alcuni liner di vecchia registrazione con la sua voce rimangono comunque utilizzati.
Dalla ricollocazione notturna del 2008 in poi, la cura del programma è stata del solo Andrea Mazza nelle vesti di Brainstorm / Key mekkanheads, con parte vocale affidata al vocalist Andrea Mnemonic.
Con il ritorno del programma su Radio Appalla nel 2022, vede il ritorno del duo formata da Andrea Mazza e Luca Martinelli.